# Ligne Yodo
La ligne Yodo (予土線, Yodo-sen) est une ligne de train japonaise exploitée par la JR Shikoku reliant Shimanto à Uwajima. Elle traverse les préfectures de Kōchi et de Ehime.
Le nom de la ligne provient de la fusion des mots des deux anciennes provinces japonaises que la ligne traverse, à savoir la province de Iyo 伊予 (Iyo) et celle de Tosa 土佐 (Tosa) qui est devenu le mot-valise de la ligne予土 (Yodo). La ligne est également surnommée "Ligne Shimanto Green" しまんとグリーンライン (Shimanto gurîn rainu).

Carte de la ligne Yodo sur l'île de Shikoku.

## Histoire
En 1914, la compagnie de chemin de fer d'Uwajima ouvre une ligne de 762 mm d'écartement et d'une longueur de 18 km entre Uwajima et Chikanaga. En 1923, la ligne est étendue de 7 km entre Chikanaga et Yoshino.
En 1931, la compagnie commence à utiliser des locomotrices diesel.
En 1933, la compagnie Uwajima est nationalisée par la société gouvernementale des chemins de fer japonais et certaines gares changent de nom telle que la gare de Miyanoshita qui est renommée Iyo-Miyanoshita, et celle de Nakano devient Futana.
En 1941, l'écartement de la ligne passe à 1 067 mm. Une nouvelle ligne entre Uwajima et Muden est construite. Kita-Uwajima devient le terminus de la ligne Yodo et certaines gares sont définitivement fermées comme les gares de Takagushi et Mitsuma.
En 1953, la section de ligne entre Yoshinobu et Ekawasaki est ouverte. Et il faut attendre 1974 pour que la section restante de 43 km entre Ekawasaki et Wakai soit ouverte.

## Caractéristiques
La ligne Yodo, exploitée par la JR Shikoku et d'une longueur de 76,3 km, comprend 20 gares entre Wakai et Kita-Uwajima avec une distance moyenne de 4,02 km entre chaque gare.
La ligne est totalement non électrifiée à écartement étroit et à voie unique.
Elle est symbolisée par la couleur  et les gares par la marque G.
- La vitesse maximum est de 110 km/h entre la gare de Wakai et l’aiguillage de Kawaoku, elle passe à 85 km/h entre Kawaoku et Ekawasaki.Entre Ekawasaki et Kita-Uwajima, elle descend à 65 km/h max.
- La pente moyenne le long de la ligne est de 26,1 ‰, mais elle atteint une valeur max de 30 ‰.

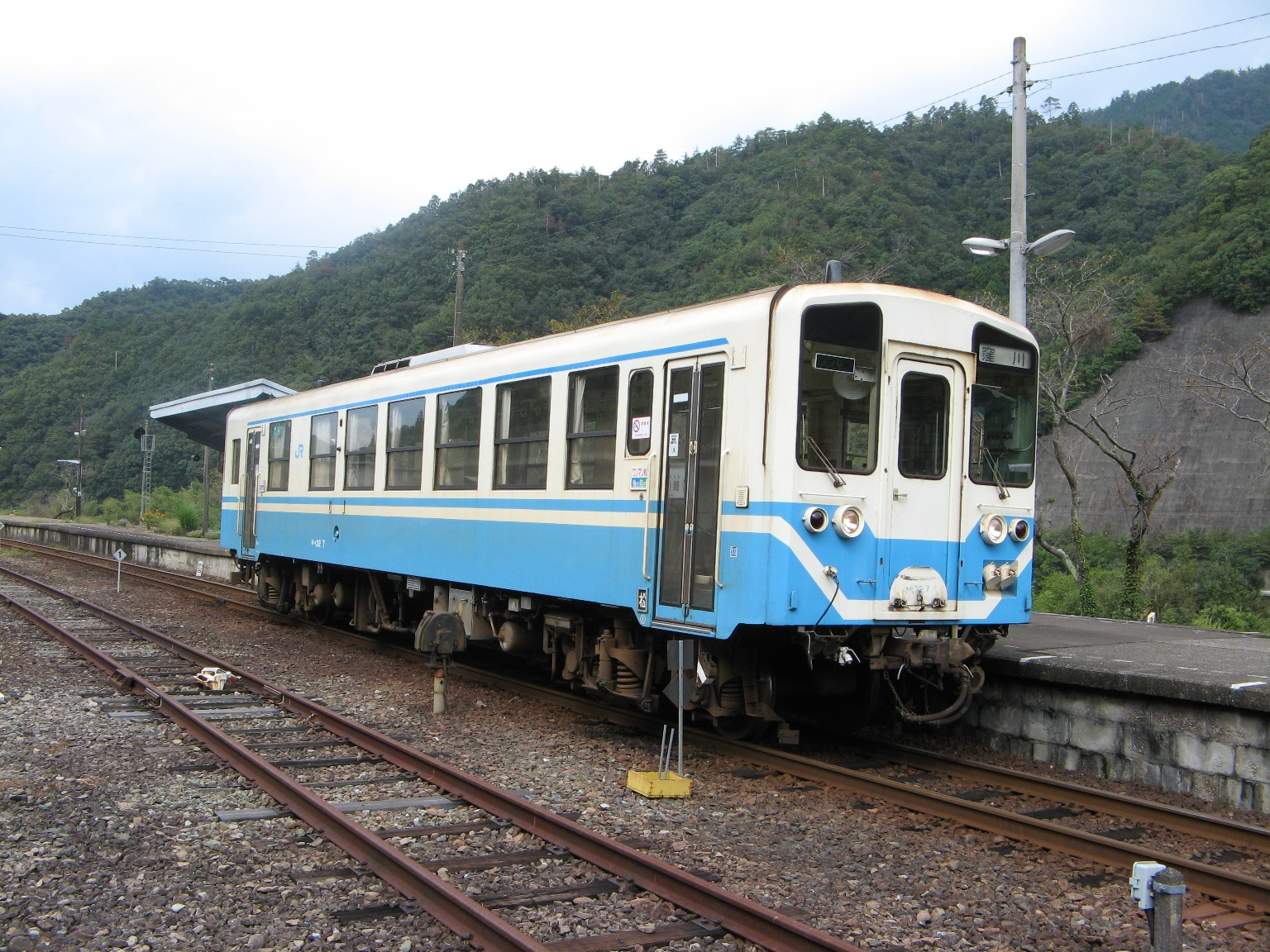
Un autorail en gare d'Ekawasaki.
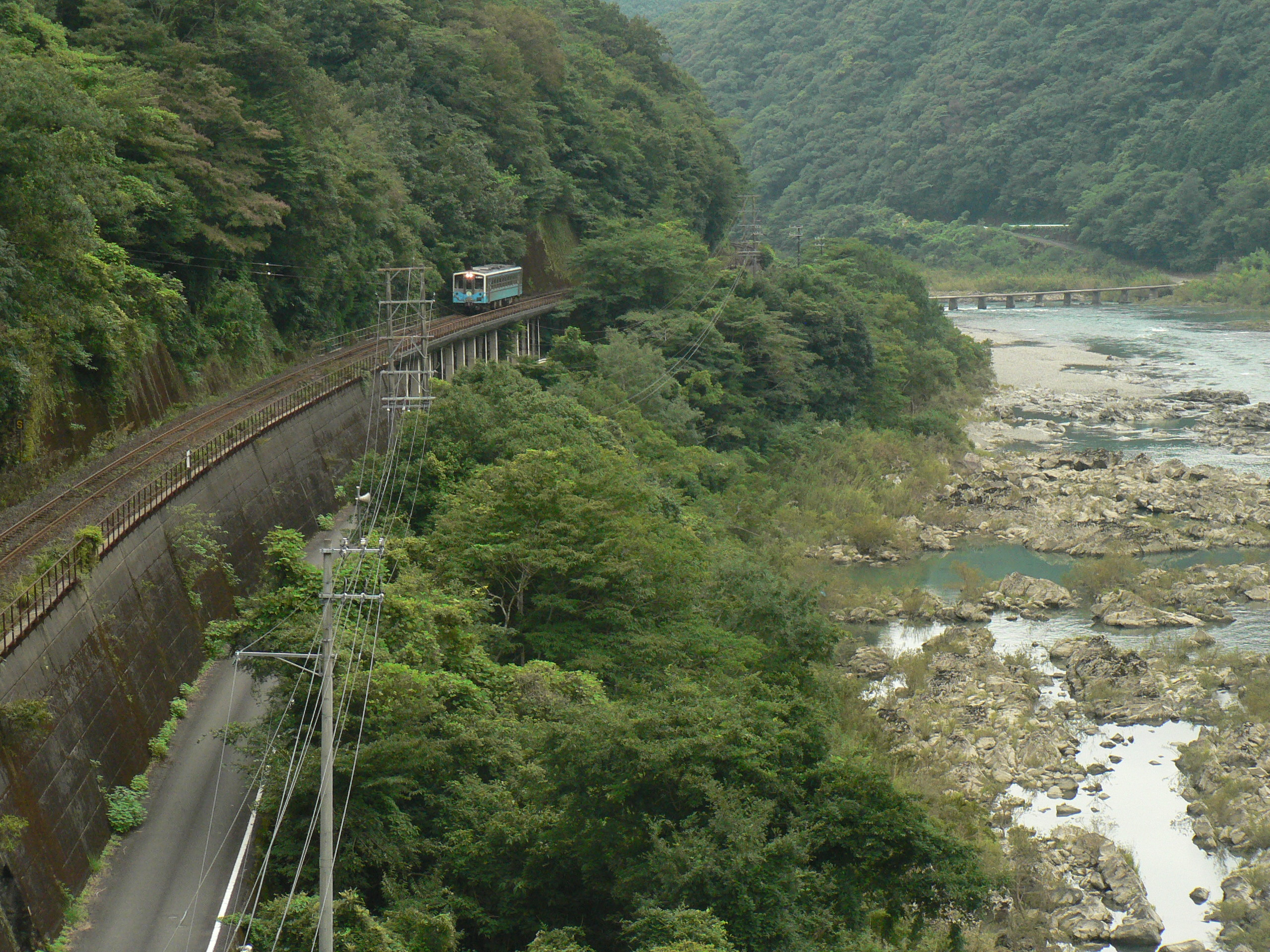
La ligne suivant le fleuve Shimanto.

## Liste des gares
| Gare                              | Numéro de gare | Distance entre chaque gare | Distance depuis Wakai | Correspondance          | Localisation | Localisation        |
| --------------------------------- | -------------- | -------------------------- | --------------------- | ----------------------- | ------------ | ------------------- |
| Kubokawa 『窪川』                 | K26            | -                          | 4.4                   | JR Shikoku: Ligne Dosan | Shimanto     | Préfecture de Kōchi |
| Kubokawa 『窪川』                 | TK26           | -                          | 4.4                   | TKR: Ligne Nakamura     | Shimanto     | Préfecture de Kōchi |
| Wakai 『川若井』                  | TK27           | 4.4                        | 0                     | TKR: Ligne Nakamura     | Shimanto     | Préfecture de Kōchi |
| Wakai 『川若井』                  | G27            | 4.4                        | 0                     |                         | Shimanto     | Préfecture de Kōchi |
| Aiguillage Kawaoku 『川奥信号場』 |                | -                          | 3.6                   |                         | Kuroshio     | Préfecture de Kōchi |
| Iejigawa 『家地川』               | G28            | 5.8                        | 5.8                   |                         | Shimanto     | Préfecture de Kōchi |
| Utsuigawa 『打井川』              | G29            | 4.9                        | 10.7                  |                         | Shimanto     | Préfecture de Kōchi |
| Tosa-Taishō 『土佐大正』          | G30            | 6.9                        | 17.6                  |                         | Shimanto     | Préfecture de Kōchi |
| Tosa-Shōwa 『土佐昭和』           | G31            | 8.9                        | 26.5                  |                         | Shimanto     | Préfecture de Kōchi |
| Tōkawa 『十川』                   | G32            | 4.5                        | 31                    |                         | Shimanto     | Préfecture de Kōchi |
| Hage 『半家』                     | G33            | 7.9                        | 38.9                  |                         | Shimanto     | Préfecture de Kōchi |
| Ekawasaki 『江川崎』              | G34            | 3.8                        | 42.7                  |                         | Shimanto     | Préfecture de Kōchi |
| Nishigahō 『西ヶ方』              | G35            | 2.7                        | 45.4                  |                         | Shimanto     | Préfecture de Kōchi |
| Matsuchi 『真土』                 | G36            | 5.9                        | 51.3                  |                         | Matsuno      | Préfecture d'Ehime  |
| Yoshinobu 『吉野生』              | G37            | 1.7                        | 53.0                  |                         | Matsuno      | Préfecture d'Ehime  |
| Matsumaru 『松丸』                | G38            | 2.3                        | 55.3                  |                         | Matsuno      | Préfecture d'Ehime  |
| Izume 『出目』                    | G39            | 3.5                        | 58.8                  |                         | Kihoku       | Préfecture d'Ehime  |
| Chikanaga 『近永』                | G40            | 1.6                        | 60.4                  |                         | Kihoku       | Préfecture d'Ehime  |
| Fukata 『深田』                   | G41            | 2.1                        | 62.5                  |                         |              | Préfecture d'Ehime  |
| Ōuchi 『大内』                    | G42            | 2.9                        | 65.4                  |                         | Uwajima      | Préfecture d'Ehime  |
| Futana 『二名』                   | G43            | 1.5                        | 66.9                  |                         | Uwajima      | Préfecture d'Ehime  |
| Iyo-Miyanoshita 『伊予宮野下』    | G44            | 2.2                        | 69.1                  |                         | Uwajima      | Préfecture d'Ehime  |
| Muden 『務田』                    | G45            | 0.9                        | 70.0                  |                         | Uwajima      | Préfecture d'Ehime  |
| Kita-Uwajima 『北宇和島』         | G45            | 6.3                        | 76.3                  |                         | Uwajima      | Préfecture d'Ehime  |
| Kita-Uwajima 『北宇和島』         | U27            | 6.3                        | 76.3                  | JR Shikoku: Ligne Yosan | Uwajima      | Préfecture d'Ehime  |
| Uwajima 『宇和島』                | G46 U28        | 1.5                        | 77.8                  |                         | Uwajima      | Préfecture d'Ehime  |

## Matériel roulant
- Rame Torocco

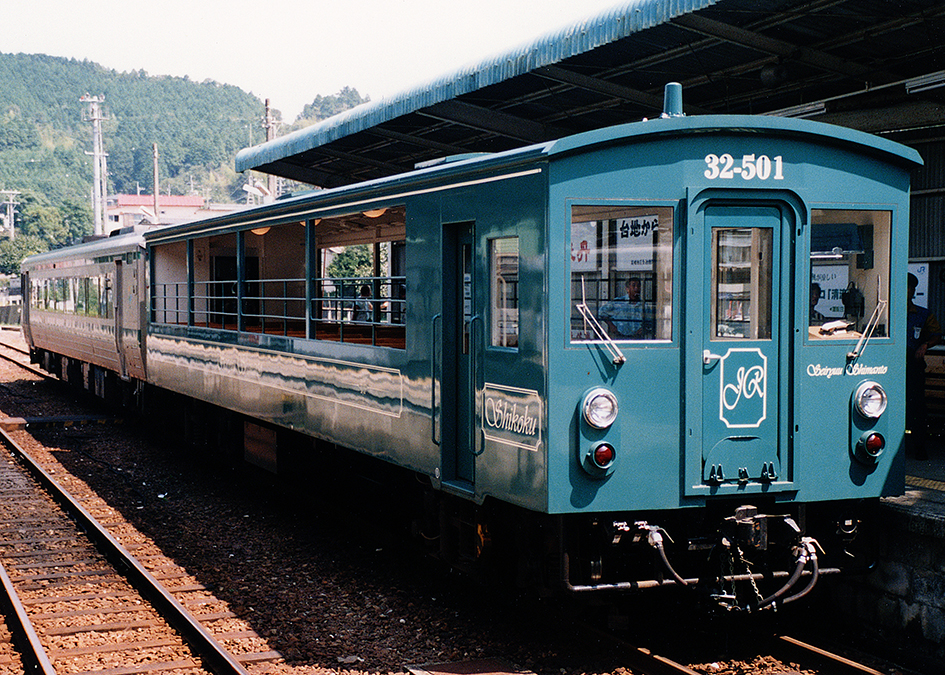
Kikuha 32-501 (Seiryū Shimanto 51)
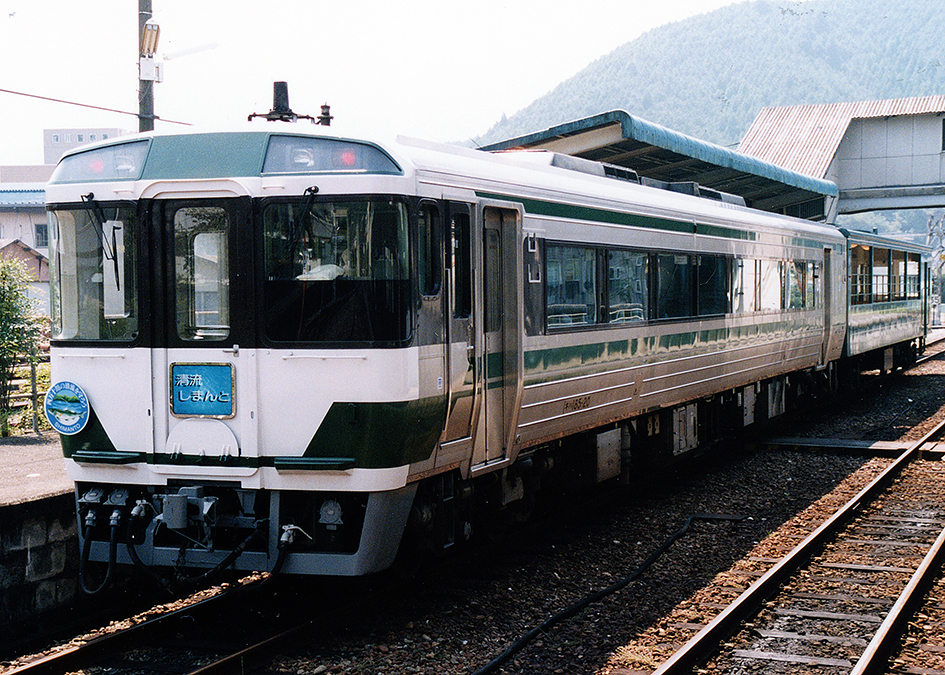
Kiha 185-20 (Seiryū Shimanto 51)
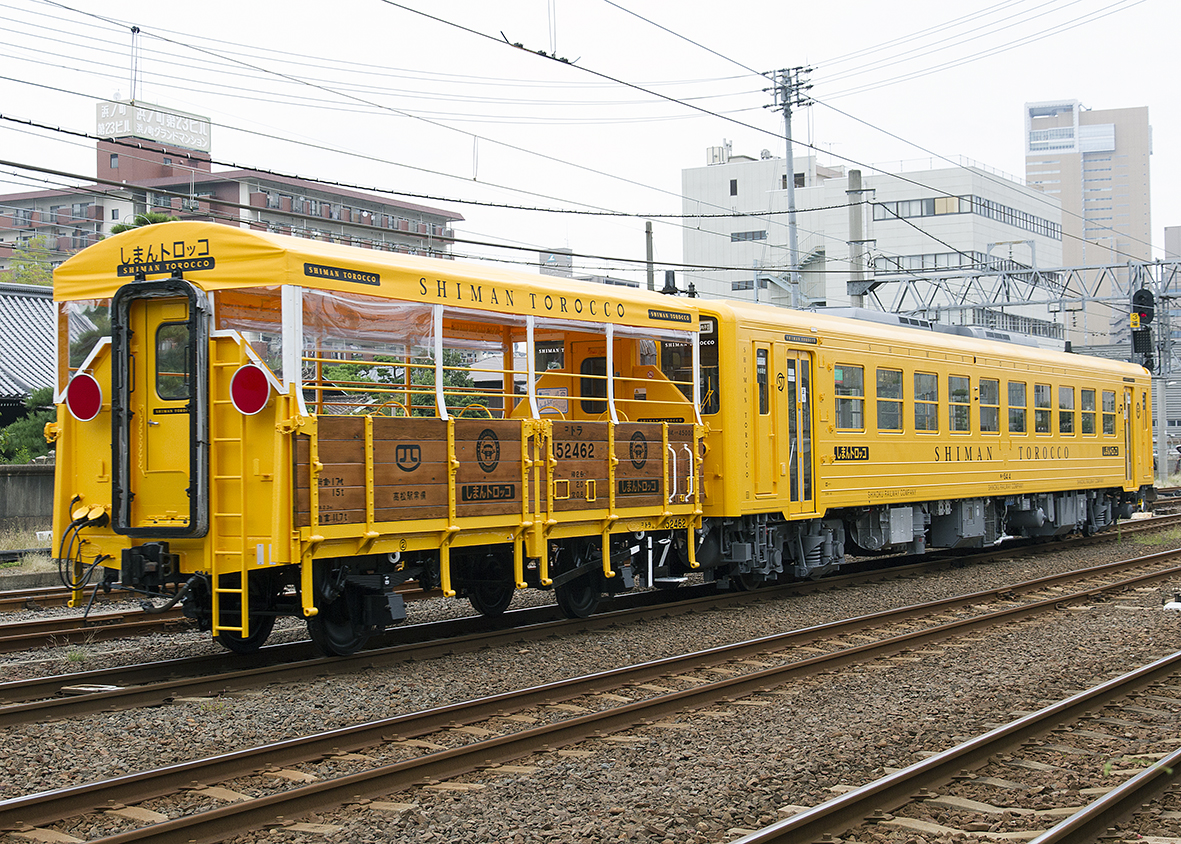
Kotora 152462+Kiha54-4 (Shimantorokko)

- Autorails de loisirs

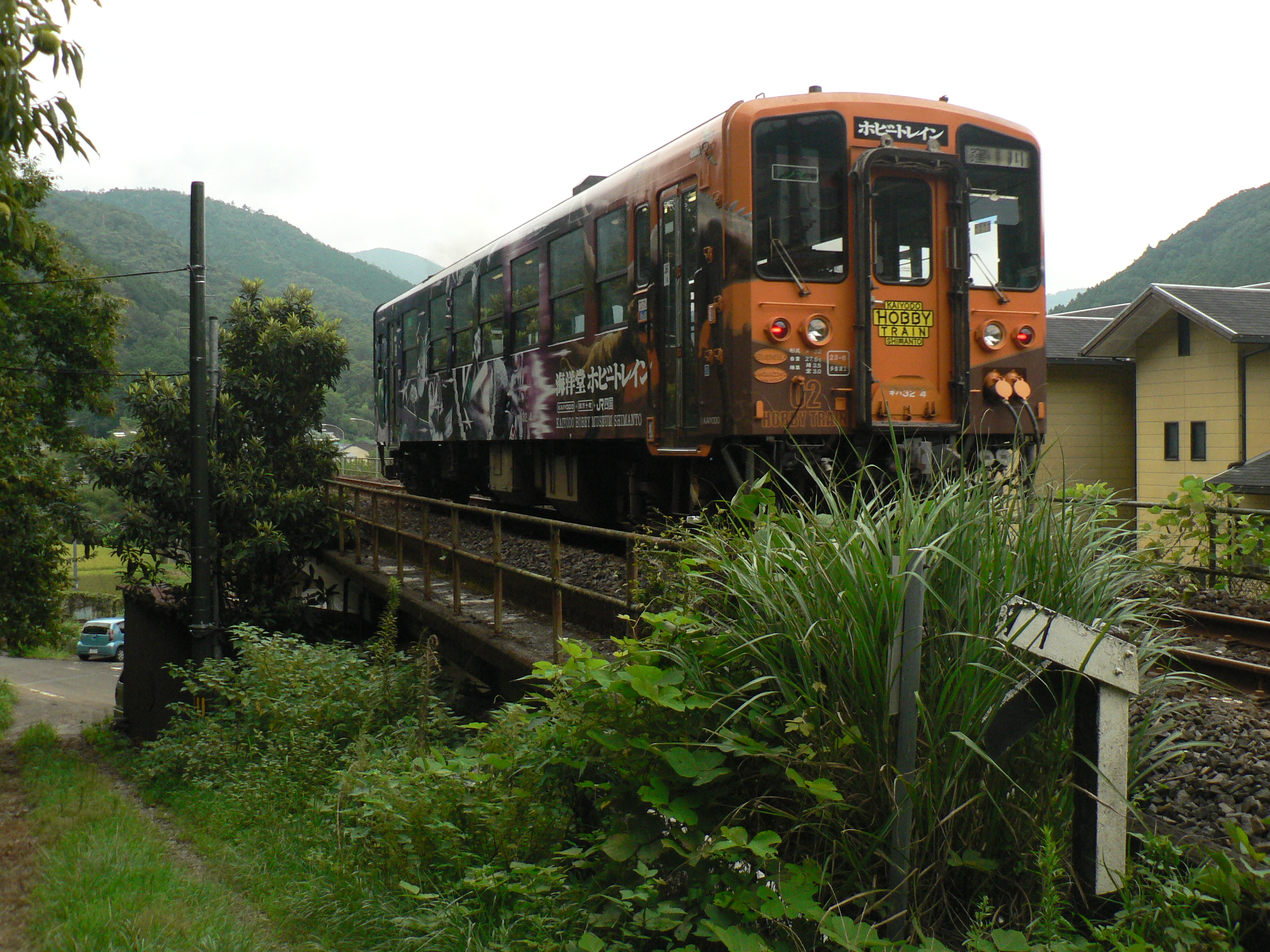
Autorail de loisirs Kaiyodo
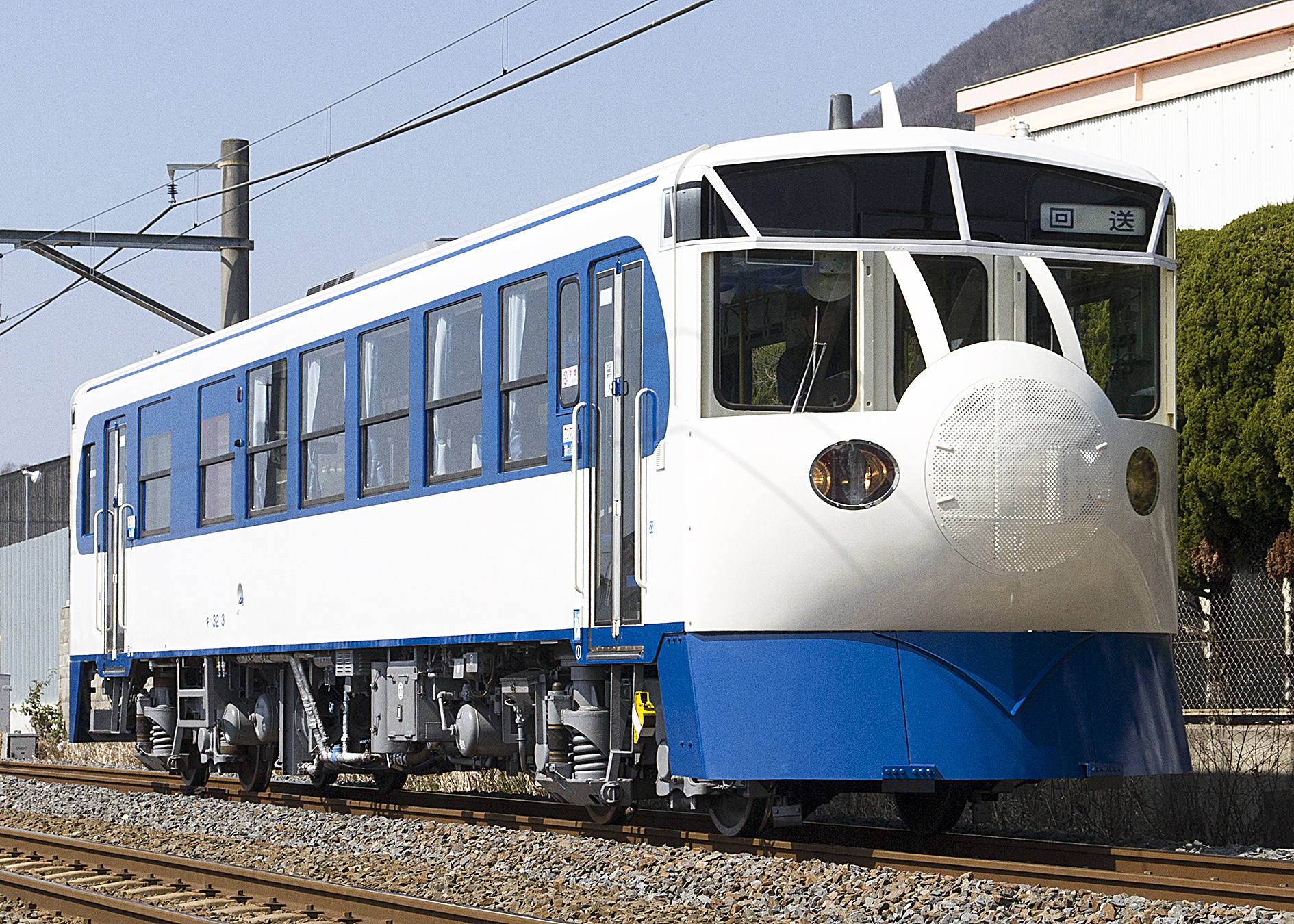
Autorail de loisirs Tetsudo

- L'Express extraordinaire "I LOVE しまんと" ( I Love Shimanto)

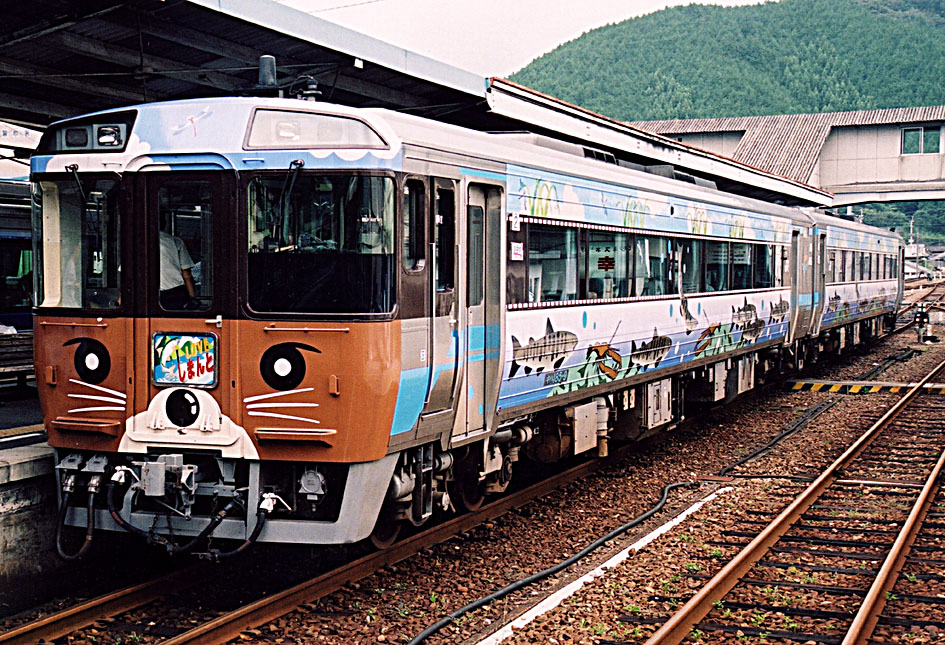
Kiha 185